# Callan Mulvey
Callan Francis Mulvey (sinh ngày 23/2/1975) là nam diễn viên gốc New Zealand. Anh được biết đến qua vai Syllias trong 300: Rise of an Empire, Jack Rollins trong Captain America: The Winter Soldier (2014) và Anatoli 'KGBeast' Knyazev trong Batman v Superman: Dawn of Justice.